# Территория Джефферсон

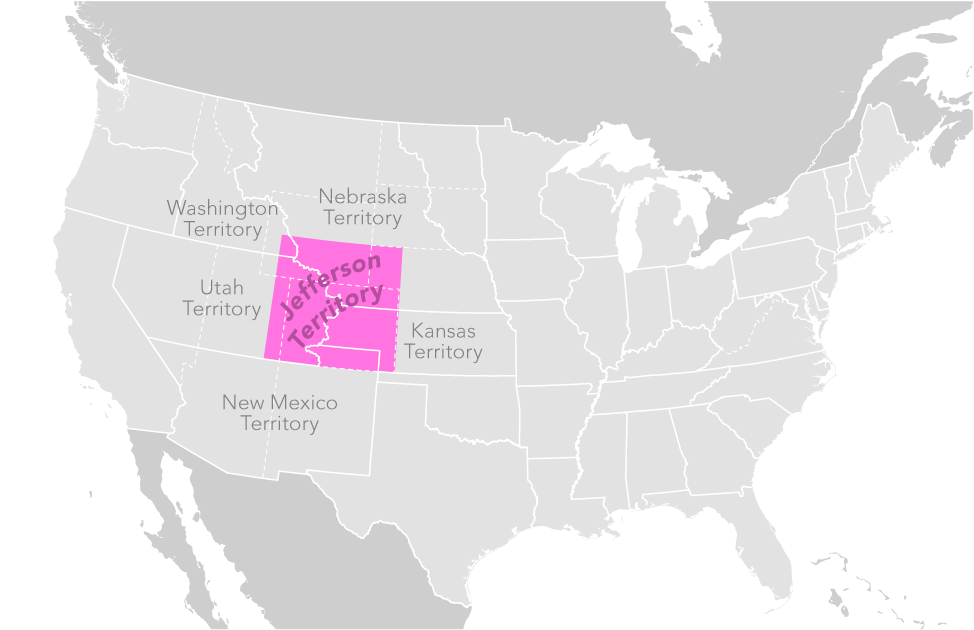
Карта территории Джефферсон

Территория Джефферсон (англ. Jefferson Territory) была внезаконной и непризнанной территорией Соединенных Штатов, которая существовала с 24 октября 1859 года до создания Территории Колорадо 28 февраля 1861 года.
В апреле 1859 года работники небольшого горного посёлка Орария собрались в Wootton’s Hall, где решили создать орган местного самоуправления. Название «Джефферсон» было принято в честь третьего президента США Томаса Джефферсона, который в 1803 году совершил так называемую Луизианскую покупку (большую часть территории которой хотели включить в новосозданную территорию). На 6 июня 1859 года был запланирован съезд делегатов конституционного конвента, однако они собрались лишь 1 августа 1859 года, когда 37 делегатов разработали конституцию штата Джефферсон, которая впоследствии была отклонена в результате всенародного референдума 24 сентября. Авторы конституции намеревались 3 октября провести ещё один съезд, на котором принять временную конституцию Территории Джефферсона.
Предлагаемая территория Джефферсон включала бы всю территорию современного штата Колорадо, и была бы на 70 % обширней. 24 октября 1859 года были проведены выборы временного правительства территории Джефферсон. 7 ноября 1859 года губернатор Роберт Уильямсон Стил открыл первую сессию временной легислатуры, во время которой было организовано 12 округов.
7 ноября 1860 года новым президентом США был избран Авраам Линкольн, после чего семь штатов заявили о выходе из состава США.
26 февраля 1861 года Конгресс США принял закон о создании Территории Колорадо. Закон был подписан президентом Джеймсом Бьюкененом 28 февраля 1861 года. 29 мая 1861 года Уильям Гилпин, недавно назначенный губернатор территории Колорадо, прибыл в Денвер. Большинство жителей региона приветствовали новое правительство. 6 июня 1861 года губернатор Стил выпустил прокламацию, объявив территорию Джефферсон расформированной, и призвал всех жителей соблюдать законы Соединенных Штатов.

## Столицы
- Денвер (24 октября 1859 — 12 ноября 1860)
- Голден (13 ноября 1860 — 6 июня 1861)